# The Locust
The Locust est un groupe de punk hardcore américain, originaire de San Diego, en Californie. Il est connu pour leur synthétiseur lourd, leur son distordu, leur chant morveux et leur présence scénique. Le chanteur Justin Pearson déclare : « Je voulais changer la manière qu'ont les gens de percevoir la musique, ou peut être juste la détruire. » Ils sont signés sur le label rock indépendant Lengua Armada Discos.

## Biographie
The Locust est formé en 1994. Les membres sont Justin Pearson, chanteur et bassiste, Gabe Serbian, à la batterie (qui remplace Dave Astor en 2001), Joey Karam à la voix et au clavier, et Bobby Bray au chant et à la guitare. Certains membres ont auparavant joué dans des groupes connus de punk politique : Swing Kids, Struggle et Le Shok, et ont des projets parallèles : Holy Molar, Head Wound City, Ground Unicorn Horn, Some Girls, et Cattle Decapitation.
The Locust boycotte Clear Channel Communications en raison de ce que les membres considèrent comme une situation de monopole sur les salles de concert américaines, et refuse de jouer lorsqu'une sous-filiale du groupe Clear Channel est présente. Ce boycott affectera la tournée de 2005 avec Fantômas.

## Style musical et image
Leur musique est parfois décrite comme un mélange de grindcore, de punk et de new wave. Le style est complexe et rapide, avec des changements abrupts et imprévisibles de signature rythmique. Cet erratisme est, selon le guitariste  Bobby Bray, « peut-être un reflet de la manière dont nos cerveaux doivent fonctionner pour être capable de faire quoi que ce soit dans les sociétés occidentales où nous vivons. » Dans ses paroles, The Locust dresse une satire de la culture de masse des États-Unis, de la sexualité et des hommes politiques.
Le groupe a une présence scénique unique : « uniformes » (en fait le groupe est habillé de nylon de la tête aux pieds) et masques d'insecte. Au contraire de la plupart des autres groupes, qui placent généralement la batterie derrière les autres membres, les quatre membres de The Locust sont tous alignés sur le devant de la scène.
Leur batteur Gabe Serbian décède le 30 avril 2022.

## Discographie
- 1995 : split 10" EP avec Man is the Bastard
- 1995 : split 5" avec Jenny Piccolo
- 1997 : The Locust (réédité en 3" CD et 7" avec pistes bonus en 2004)
- 1998 : The Locust
- 2000 : split 7" avec Arab on Radar
- 2000 : Well I'll Be a Monkey's Uncle (2x12"/CD, avec des remixes par Kid606, I am Spoonbender et Sinking Body, entre autres)
- 2001 : Flight of the Wounded Locust (7"/CDEP)
- 2002 : split 7" avec Melt-Banana
- 2003 : Follow the Flock, Step in Shit (triple album, pistes tirées du split 5" avec Jenny Piccolo et une piste bonus)
- 2003 : Plague Soundscapes
- 2004 : Safety Second, Body Last (CD/EP)
- 2007 : New Erections
- 2012 : Molecular Genetics From The Gold Standard Labs (compilation)